# Men's love
Pour les articles homonymes, voir Bara.
Le men’s love (メンズラブ, menzu rabu), abrégé « ML », est un terme wasei-eigo qui désigne un genre de fictions japonaises traitant de l'homosexualité masculine, ces fictions sont généralement des fictions littéraires ou des mangas. Le genre est principalement dédié aux hommes homosexuels ou bisexuels, et cohabite avec le genre du yaoi qui désigne les fictions traitant de l'homosexualité masculine essentiellement dédiées au public féminin. En Occident, le genre est aussi appelé bara (薔薇, rose), même si ce terme ne possède aucune réalité éditoriale au Japon.
Des créateurs célèbres dans le genre sont le photographe Tamotsu Yatō, l'illustrateur Sadao Hasegawa et le mangaka Gengoroh Tagame.

## Vocabulaire
Les fictions gays commencent à apparaître au Japon au cours des années 60, dans des cercles privés. Le magazine Barazoku (薔薇族, Tribu des roses) est le premier magazine gay commercial, publié pour la première fois en 1971. Ce magazine fonde le genre. Barazoku se définit comme un magazine « homo », évitant d'utiliser le terme « gei », associé à la transidentité et aux hommes efféminés.
Le mot bara désigne en japonais la rose. L'association de cette fleur à la culture gay japonaise vient probablement de Bara-kei (薔薇刑, tué par les roses), un recueil de photographies homoérotiques publié par Yukio Mishima et Eikoh Hosoe en 1963. La symbolique de la rose est par la suite renforcée par le premier magazine gay japonais, Barazoku. Le terme est par la suite utilisé pour désigner le cinéma gay à partir des années 1980, nommé bara-eiga (薔薇映画, film de la rose).
Le terme bara, de par son association à la culture gay japonaise, est utilisé par les occidentaux pour désigner les mangas gays, tandis qu'au Japon, ces mangas sont édités sous le terme de men's love, et non celui de bara,.

## Le«typage»
La communauté gay japonaise est peu portée sur les questions identitaires ou sur le « mode de vie gay » comme cela peut être le cas en Occident. L'érotisme et la pornographie y sont plus présentes, ainsi les médias gays, donc les mangas et fictions ML, se concentrent principalement sur le type (タイプ, taipu) de partenaire sexuel ou de relation recherchés par les gays, le « typage ». Ainsi si certains magazines gays, comme Barazoku sont généralistes et essaient d'inclure tous les types, d'autres magazines comme G-men ou Badi se spécialisent dans tel ou tel type de partenaire ou relation.
Il existe de très nombreux types de partenaire/relation, dont voici une liste non exhaustive : kuma pour les bears, gaisen pour les étrangers, debusen pour les hommes corpulents ou obèses, fukesen pour les partenaires plus âgés, onē-san pour les hommes efféminés, senpai/kōhai pour les relations aîné/cadet, aniki/otōto pour une relation entre deux « frères », etc.